# Haliplus varius
Haliplus varius är en skalbaggsart som beskrevs av Nicolai 1822. Haliplus varius ingår i släktet Haliplus, och familjen vattentrampare. Enligt den finländska rödlistan är arten sårbar i Finland. Arten har ej påträffats i Sverige. Artens livsmiljö är älvar och åar.